# Бандурак Володимир Юрійович
Бандурак Володимир Юрійович (*23 вересня 1915, Городенка, Фільварковий кут — †4 листопада 1982, Коломия) — український радянський письменник, громадський діяч, педагог.

## Біографічні відомості
Народився Володимир Бандурак 23 вересня 1915 року в місті Городенка тодішньої Станиславівщини у селянській родині. Закінчивши  у Станіславі (тепер Івано-Франківську) учительський інститут, викладав українську мову й літературу в селі Незвисько.  Згодом став директором школи в селі Торговиця, де зібрав матеріал для своїх оповідань про Леся Мартовича. Потім вернувся у рідну  Городенку. Був учителем і завучем у сш 2. Дописував (а перед пенсією і працював коректором та літпрацівником відділу листів) у місцевій районці. Писав нариси, оповідання. Та найбільшу славу він здобув після виходу в 1967 році, повісті про перебування В. І. Леніна в Татрах — ця відверто агітаційна книжка радо була зустрінута місцевим партактивом і висунена на Союзну літературну премію (до того ж це був перший такий твір про Леніна в Татрах) — та через значні вигадливі моменти у книжці тодішні літературні очільники взялися висміяти книжку і провінційного автора. Але цим вони лиш зробили послугу Володимиру Бандураку, який і далі багато працював.  У 1975 році Володимир Юрійович переїхав з сім'єю (дружиною Наталією - вчителькою молодших класів на пенсії, дочкою Іриною - лікаркою та маленькою внучкою Галиною) до Коломиї.

## Творчий набуток
- «Як бичка на суддю вивчили»  — видана в 1958 році.
- «Лис Микита і нова крисаня»  — видана в 1960 році.
- «Лесь Мартович сміється»  — видана 1961 році →
- «Козацька дитина» [Архівовано 9 березня 2017 у Wayback Machine.]  — оповідання з козацької бувальщини
- «Під високими Татрами»  — видана в 1967 році  — повість про перебування В. І. Леніна в Татрах.
- «Червоні легіні»  — видані в 1968 році  — нариси
- «Під Татрами»  — видані в 1970 році  — оповідання
- «Чарівне горнятко»  — видані в 1971 році  — збірка казок (14 казок у збірці)
- «Оповідання про Леся Мартовича»  — видані в 1977 році  — оповідання